# RONJA

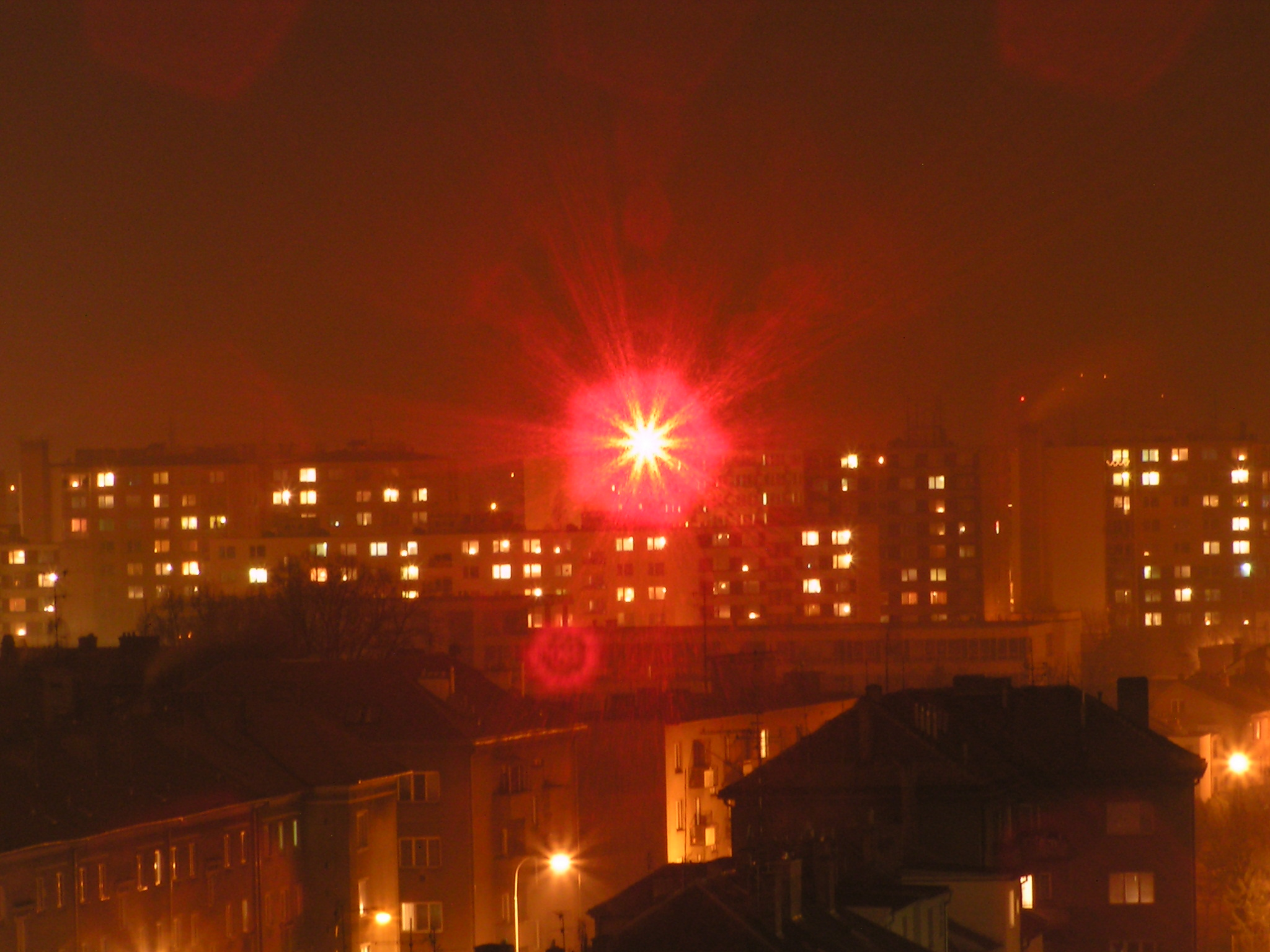
Um único LED de alto brilho com uma lente de lupa barata cria um estreito feixe brilhante que é capaz de transmitir vídeo com qualidade de DVD em tempo real atravessando a vizinhança. Alguns passos para o lado e o feixe se torna invisível.

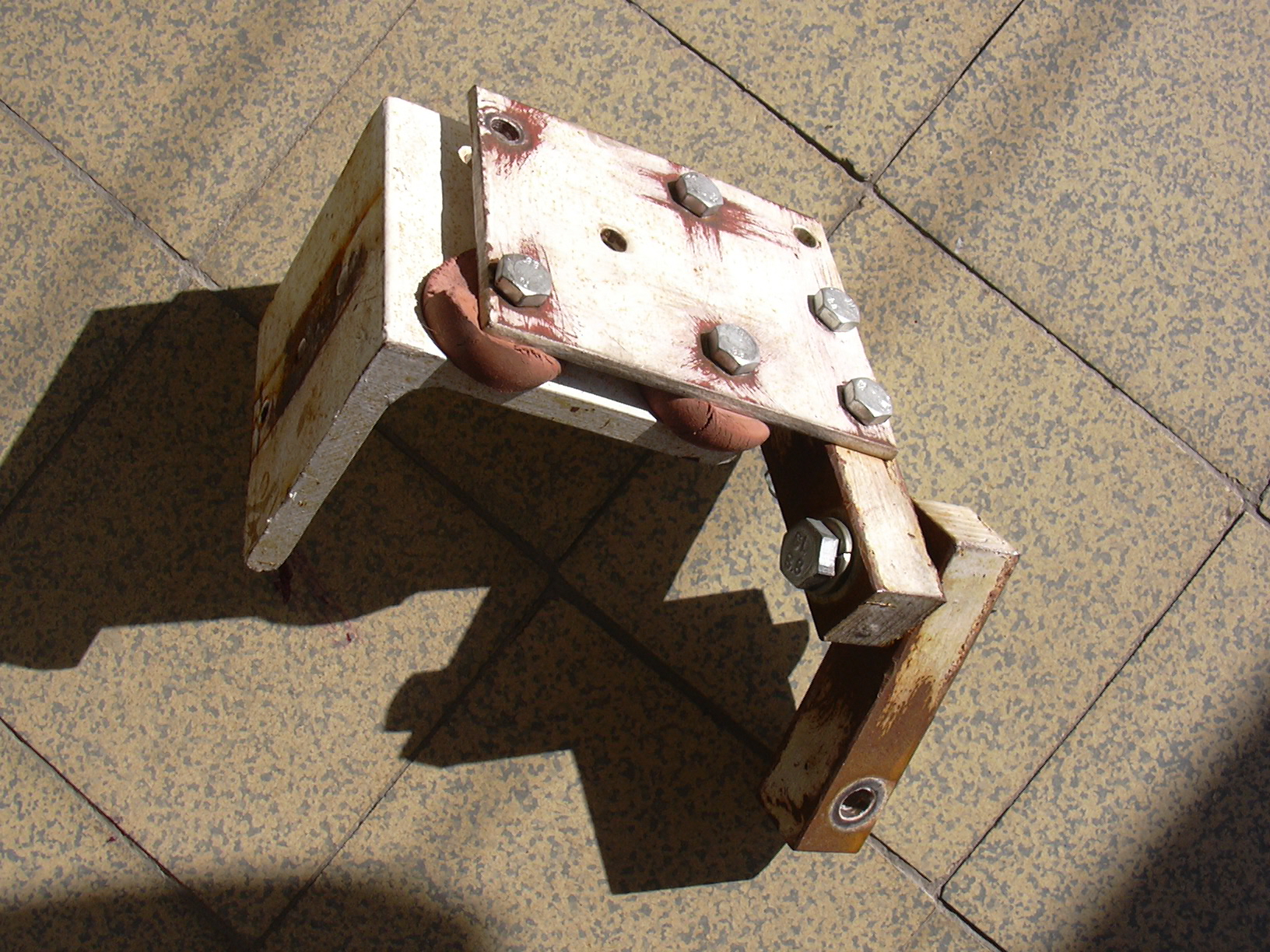
Três parafusos pré-montados com blocos de borracha pinque facilitam o ajuste fino da direção da cabeça óptica com uma razão de rolagem de 1:300. O parafuso do lado direito é parte de um mecanismo de ajuste grosso que permite apontar a cabeça óptica em virtualmente qualquer direção.

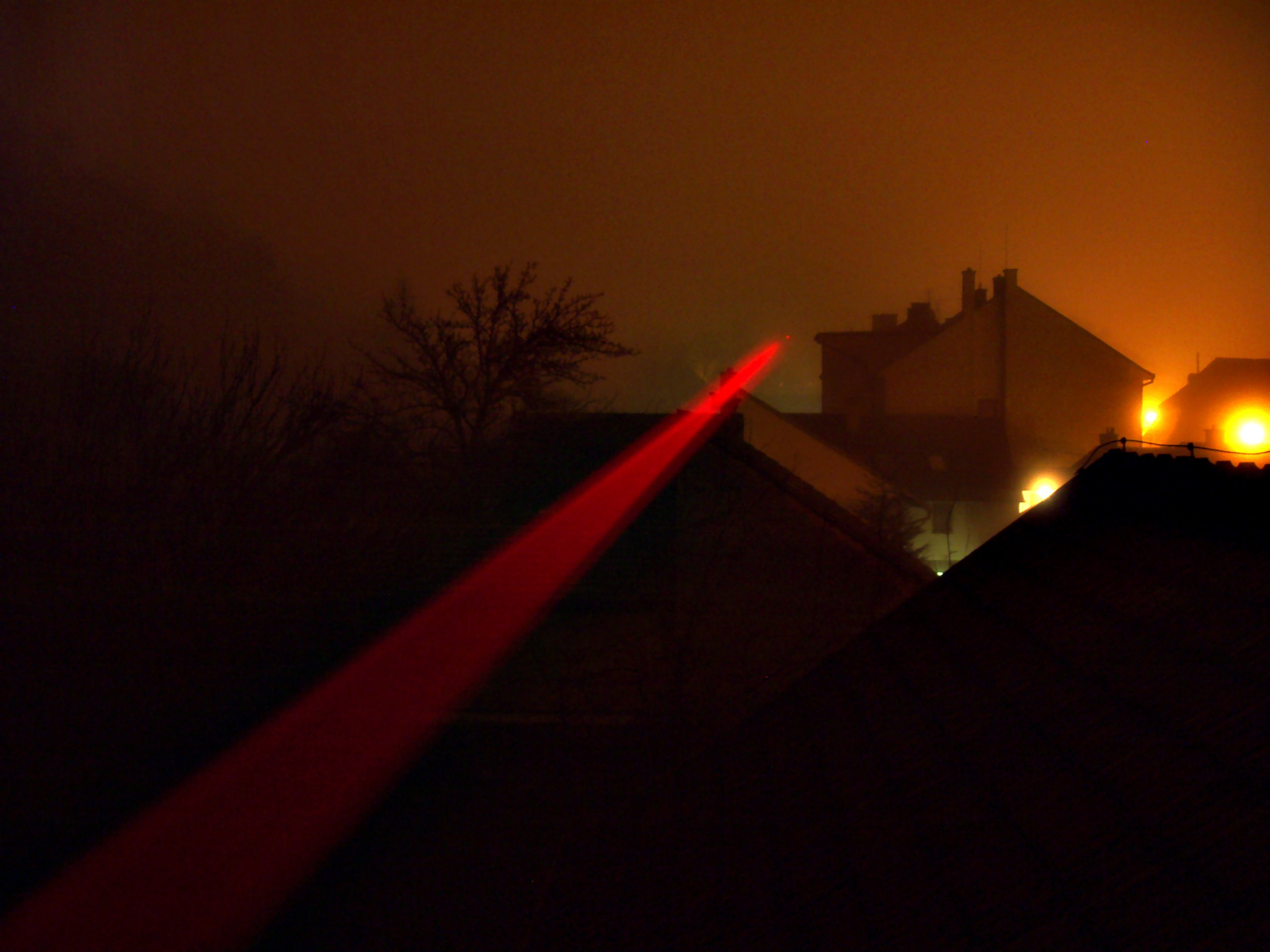
Figura artificialmente melhorada de forma a ilustrar a situação na qual um enlace Ronja pára de funcionar devido a uma neblina intensa.

RONJA (do inglês Reasonable Optical Near Joint Access) é um dispositivo de óptica em espaço livre originário da República Tcheca. Ele transmite dados sem fios usando feixes de luz. O Ronja pode ser usado para substituir um segmento de LAN, permitindo que os usuários da rede usufruam de todas as suas atividades como se estivessem conectados diretamente por meio de uma rede Ethernet full duplex convencional de 10Mbit/s  — jogando em rede, conectando à Internet, transmitindo áudio e vídeo em tempo real ou compartilhando arquivos. 
O alcance da configuração básica é de 1,4 km. O dispositivo consiste de tubos receptor e transmissor (cabeça óptica) montados em um suporte firme e ajustável. Dois cabos coaxiais, semelhantes aos utilizados com antenas de TV, são usados para conectar essa instalação externa a um tradutor de protocolos instalado perto de um computador ou switch. O alcance pode ser estendido para 1,9 km dobrando ou triplicando o tubo transmissor.
As instruções de montagem, esquemas diretores e esquemáticos são publicados sob a licença GNU FDL. Somente ferramentas de software livre são usadas no desenvolvimento. O autor chama esse nível de liberdade de "Tecnologia Controlada pelo Usuário". Ronja é um projeto afiliado à Twibright Labs.

## Montagem por leigos
As instruções de montagem são escritas tendo um montador leigo em mente. Operações básicas como furação e solda são explicadas. Diversas técnicas - padrões de furação, checagens detalhadas pós-solda, procedimentos de teste - são empregadas de forma a minimizar os erros em partes críticas do projeto e ajudar a acelerar o trabalho. Placas de circuito impresso podem ser obtidas prontamente para fabricação, com instruções que podem ser repassadas diretamente à fábrica. Pessoas sem experiência prévia em montar dispositivos eletrônicos reportaram na lista de e-mails que o dispositivo funcionou na primeira tentativa.
Foram registradas em torno de 141 instalações por todo o mundo em uma galeria.

## Modelos
- Ronja Tetrapolis: Alcance de 1,4 km, luz visível vermelha. Conectado com um cabo RJ45 em uma placa de rede or switch.
- Ronja Inferno: Alcance de 1,25 km, luz invisível infravermelha. Conectado também com um cabo RJ45.
- Ronja 10M Metropolis: Alcance de 1,4 km, luz vermelha. Conecta-se a uma interface AUI.
- Ronja Benchpress: Dispositivo auxiliar para desenvolvedores, que permite realizar medidas físicas do ganho obtido com diferentes combinações de lentes e LEDs, inferindo a partir daí o alcance possível.

## Limitações
- Por definição, é essencial a presença de clara visibilidade entre o transmissor e o receptor. Se o feixe for interrompido de qualquer forma, o enlace pára de funcionar. Tipicamente, problemas podem ocorrer em condições que envolvam intensa neblina, chuva, neve ou fumaça.
- O dispositivo não pode ser montado em topologia em estrela.

## Tecnologia

### Estágio pré-amplificador

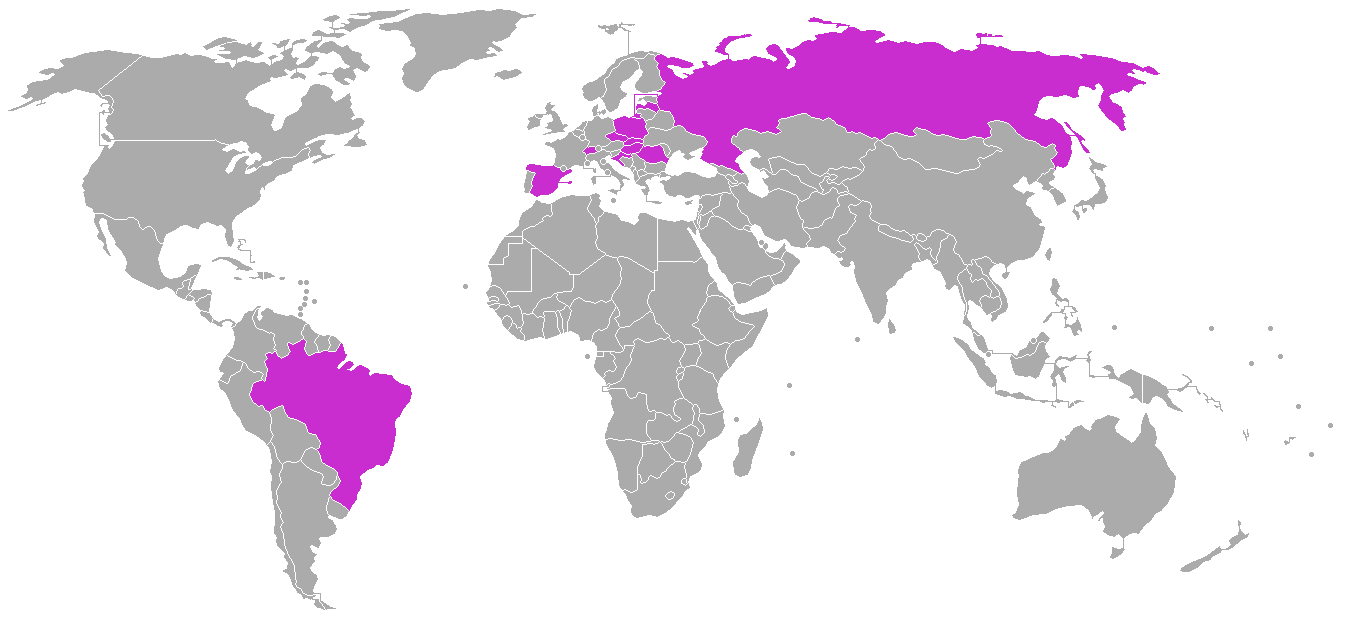
Mapa mostrando a distribuição das 153 instalações registradas do RONJA em 1 de Outubro de 2007. Baseado em dados encontrados no sítio oficial do RONJA.

O método geralmente utilizado em pré-amplificadores para óptica em espaço livre é empregar um amplificador de transimpedância. Esses amplificadores são dispositivos muito sensíveis de banda larga e alta velocidade, apresentando um laço de realimentação. Desta forma, o projeto se torna mais complexo, pois uma compensação especial da capacitância do diodo PIN deve ser realizada. Esta abordagem impede, ainda, que o foto-diodo utilizado possa ser selecionado dentre uma série de diodos PIN de baixo custo com capacitâncias variadas.
O Ronja, entretanto, usa um projeto sem realimentação, onde o PIN possui uma alta resistência elétrica de trabalho (100 kiloohms) que, em conjunto com a capacitância total de entrada (ao redor de 7 pF, 5 pF do PIN e 2 pF do MOSFET do cascode), faz com que o dispositivo opere como um filtro formado pela resistência de trabalho e pela capacitância total de entrada, com declive de 6 dB/oct. O sinal é então imediatamente amplificado para evitar o perigo da contaminação por ruído, e então uma compensação do declive de 6 dB/oct é realizada pelo elemento derivador dos pinos de programação de um amplificador de vídeo NE592. Uma forma de sinal bastante plana é obtida. Se o diodo PIN fosse equipado com um resistor de trabalho de 3 kΩ para operar em modo de banda plana, o alcance seria reduzido em torno de 30% devido ao ruído térmico do resistor de 3 kΩ.

### Controlador Nebulus de LED infravermelho
O LED infravermelho HSDL4220 originalmente não é adequado para operação à taxa de transferência de 10 Mbit/s. Ele possui uma largura de banda de 9 MHz, ao passo que sistemas modulados em Manchester a 10 Mbit/s necessitam de uma largura de banda de aproximadamente 16 MHz. A operação em um circuito usual controlado por corrente levaria a uma considerável corrupção de sinal e redução de alcance. Entretanto, a Twibright Labs desenvolveu uma técnica especial de controle que consiste em controlar o LED diretamente com a saída de portas 74AC04 em paralelo sem nenhuma limitação de corrente. Como a tensão necessária para manter a corrente nominal média do LED (100mA) varia com a temperatura e outras características do componente, um resistor é colocado em série com o LED como sensor de corrente, de forma a não afetar a componente AC do sinal. Um laço de realimentação mede a tensão nesse resistor e mantém a mesma em um nível pré-definido variando a tensão de alimentação das portas 74AC04. Portanto o 74AC04 é operado como um comutador de potência CMOS estruturado completamente em modo analógico.
Desta forma, a junção do LED é bombardeada e limpada de portadores o mais rápido possível, basicamente por descarga de curto-circuito. Isso permite estender a velocidade do LED ao máximo, o que faz com que a saída óptica do sinal seja rápida o suficiente para equipará-lo ao LED de luz vermelha HPWT-BD00-F4000. Os efeitos colaterais dessa técnica são: 
- O LED ultrapassa o início de impulsos mais longos (5 MHz/1 MHz) para aproximadamente o dobro de brilho. Este fato não acarretou nenhum efeito sobre o alcance medido.

- Para a correta operação, é crucial a presença de um banco de capacitores cerâmicos de bloqueio por baixo do vetor de comutação 74AC04, porque a carga e descarga do LED é realizada por curto-circuito. O mal dimensionamento desse banco faria as bordas iniciais e finais do sinal óptico  crescerem excessivamente.

### Ronja Twister
O Ronja Twister é uma interface eletrônica para enlaces por óptica em espaço livre baseado em contadores e deslocadores de registros. Ele é parte do projeto do Ronja, e é efetivamente um transceptor óptico de Ethernet sem as partes de controle óptico.
O desenho original foi aprimorado com uma nova versão, o Twister2, entretanto mantendo-se a mesma lógica do circuito.

## Organização
Todo o conjunto de ferramentas utilizadas é estritamente formado por ferramentas livres, e os arquivos de código fonte são disponibilizados segundos os termos da licença GPL. Isso permite que qualquer pessoa participe do desenvolvimento, comece a produzir o dispositivo ou invista na tecnologia sem custos iniciais. Estes custos geralmente incluem licenças de software, investimento de tempo na resolução de problemas de compatibilidade entre aplicações proprietárias, ou custo de negociação de licenças de propriedade intelectual. A decisão de organizar o projeto dessa forma foi inspirada no sucesso do software livre.
No Natal de 2001, o Ronja se tornou o primeiro dispositivo de óptica em espaço livre de 10 Mbit/s do mundo com projeto e código livres.
Exemplo de ferramentas utilizadas no desenvolvimento:
- gEDA gschem (construção de esquemáticos)
- QCad
- BRL-CAD
- O programa PCB
- Sodipodi para gráficos vetoriais